# کاپسازپین
کاپسازپین (به انگلیسی: Capsazepine) با فرمول شیمیایی C19H21ClN2O2S یک ترکیب شیمیایی با شناسه پاب‌کم 2733484 است. که جرم مولی آن ۳۷۶٫۹ گرم بر مول می‌باشد. 